# John Delamere
John Delamere (18 februari 1956) is een voormalig voetballer uit Ierland die in het seizoen 1981/82 uitkwam voor PEC Zwolle. Hij speelde als aanvaller.
Voordat hij naar Nederland vertrok kwam hij een aantal seizoenen uit voor Shelbourne FC. In het seizoen 1978/79 werd hij topscorer van de Ierse hoogste voetbaldivisie met 17 doelpunten (15 voor Shelbourne, 2 voor Sligo Rovers FC). Daarna speelde hij een seizoen voor PEC Zwolle onder trainer Fritz Korbach. In 1984 werd zijn contract bij SVV na negen dagen ontbonden.